# Judita Marie Švábská
Judita Marie Švábská (9. duben 1054, Goslar – 14. březen 1105)? byla německá princezna, dcera císaře Jindřicha III. a jeho druhé manželky Anežky z Poitou. Díky svým sňatkům s Šalamounem I. Uherským a poté s Vladislavem I. Hermanem se stala uherskou královnou a poté polskou kněžnou.

## Uherská královna
Brzy po svém narození byla Judita zasnoubená s Filipem, nejstarším synem a dědicem francouzského krále Jindřicha I. Toto zasnoubení však bylo zrušeno v září roku 1058, když Juditin bratr Jindřich IV. uzavřel mírovou smlouvu s Ondřejem I. Uherským; součástí této dohody bylo i to, že se Judita zasnoubila s Ondřejovým synem a dědicem Šalamounem. Když Ondřej I. v roce 1060 zemřel, jeho vdova a synové našli útočiště u německého dvora. S podporou mocného budoucího švagra se Šalamounovi po smrti strýce Bély I. v roce 1063 podařilo získat uherský trůn. Brzy poté se s Juditou v Székesfehérváru oženil.
Manželství nebylo vydařené a král i královna měli milostné poměry. Ačkoliv je tento svazek obecně pokládán za bezdětný, některé zdroje uvádějí, že Šalamoun a Judita měli dceru jménem Sofie, která se později vdala za hraběte z Berg-Schelklingenu. Během sedmdesátých let jedenáctého století Šalamoun bojoval o moc se syny Bély I. a 14. března 1074 byl u Mogyoródu poražen. Judita utekla do Německa, zatímco Šalamoun dál bojoval o uherský trůn. V roce 1077 nakonec přijal vládu Ladislava I., za což získal po své formální abdikaci (1081) četné pozemky. Nadále proti Ladislavovi intrikoval, načež ho nový král nechal uvěznit. Propustil ho 15. srpna 1083, u příležitosti kanonizace Štěpána I., prvního uherského krále.
Judita mezitím žila v německém Řezně. Šalamoun se po svém propuštění pokoušel k manželce vrátit, ale ta jej odmítla. Nakonec uzavřel spojenectví s Kuteškem, vůdcem kmene Pečeněhů usazeným v Moldávii. Zřejmě v letech 1084-1085 se oženil s Kuteškovou dcerou, čímž se dopustil bigamie. S pomocí nového tchána se pokoušel dobýt si zpět uherskou korunu, ale Ladislav I. ho porazil. V roce 1087 se Šalamoun účastnil výpravy Pečeněhů proti Byzanci a byl zabit v bitvě poblíž Edirne.

## Polská kněžna
V roce 1089 se Judita vdala za rovněž ovdovělého polského knížete Vladislava. Po svatbě přijala jméno Sofie, snad kvůli tomu, aby se odlišila od Vladislavovy první manželky Judity Přemyslovny. Druhému manželovi porodila několik dcer a zřejmě měla velký vliv na politický život v Polsku. Je možné, že byla milenkou Sieciecha, který byl skutečným vládcem země. Aktivně mu dokonce pomáhala ve snaze ovládnout Polsko. Judita a Sieciech zřejmě nechali otrávit Měška Bolesławowice, dřívějšího dědice Polska, a přesvědčili Vladislava, aby podnikl kroky k vydědění svého nejstaršího syna Zbyhněva ve prospěch mladšího Boleslava, kterého zřejmě považovali za ovladatelnějšího. Vladislavovi synové si však vynutili podíl na vládě už za života svého otce.
Vladislav I. zemřel v roce 1102, kdy zemřela jeho manželka není jisté. V téměř všech známých zdrojích se jako den jejího úmrtí uvádí 14. březen. Stalo se tak roku 1105 nebo později, protože toho roku s ní Boleslav III. uzavřel dohodu, podle které jí bude věnována štědrá částka, pokud zachová politickou neutralitu. Gerard Labuda tvrdí, že Judita strávila poslední roky života v Řezně se svou dcerou Adelaidou, manželkou Děpolda III. z Vohburgu a Chamu; vzhledem k tomu ke sňatku Adelaidy a Děpolda došlo mezi lety 1110–1118, Judita zemřela možná až po tomto datu. Pohřbená je v Admontském klášteře v Rakousku.

## Vývod z předků
|                      |                      |  |                       |                         |  |  |  |  |  |  |  | Ota I. Korutanský |
|                      |                      |  |                       |                         |  |  |  |  |  |  |  |                   |
|                      | Jindřich Špýrský     |  |                       |                         |  |  |  |  |  |  |  |                   |
|                      |                      |  |                       |                         |  |  |  |  |  |  |  |                   |
|                      |                      |  |                       | Judita Bavorská         |  |  |  |  |  |  |  |                   |
|                      |                      |  |                       |                         |  |  |  |  |  |  |  |                   |
|                      | Konrád II. Sálský    |  |                       |                         |  |  |  |  |  |  |  |                   |
|                      |                      |  |                       |                         |  |  |  |  |  |  |  |                   |
|                      |                      |  |                       | Richard z Mety          |  |  |  |  |  |  |  |                   |
|                      |                      |  |                       |                         |  |  |  |  |  |  |  |                   |
|                      | Adéla z Mety         |  |                       |                         |  |  |  |  |  |  |  |                   |
|                      |                      |  |                       |                         |  |  |  |  |  |  |  |                   |
|                      |                      |  |                       |                         |  |  |  |  |  |  |  |                   |
|                      |                      |  |                       |                         |  |  |  |  |  |  |  |                   |
|                      | Jindřich III. Černý  |  |                       |                         |  |  |  |  |  |  |  |                   |
|                      |                      |  |                       |                         |  |  |  |  |  |  |  |                   |
|                      |                      |  |                       | Konrád I. Švábský       |  |  |  |  |  |  |  |                   |
|                      |                      |  |                       |                         |  |  |  |  |  |  |  |                   |
|                      | Heřman II. Švábský   |  |                       |                         |  |  |  |  |  |  |  |                   |
|                      |                      |  |                       |                         |  |  |  |  |  |  |  |                   |
|                      |                      |  |                       | Richlind Saská          |  |  |  |  |  |  |  |                   |
|                      |                      |  |                       |                         |  |  |  |  |  |  |  |                   |
|                      | Gisela Švábská       |  |                       |                         |  |  |  |  |  |  |  |                   |
|                      |                      |  |                       |                         |  |  |  |  |  |  |  |                   |
|                      |                      |  |                       | Konrád I. Burgundský    |  |  |  |  |  |  |  |                   |
|                      |                      |  |                       |                         |  |  |  |  |  |  |  |                   |
|                      | Gerberga Burgundská  |  |                       |                         |  |  |  |  |  |  |  |                   |
|                      |                      |  |                       |                         |  |  |  |  |  |  |  |                   |
|                      |                      |  |                       | Matylda Francouzská     |  |  |  |  |  |  |  |                   |
|                      |                      |  |                       |                         |  |  |  |  |  |  |  |                   |
| Judita Marie Švábská |                      |  |                       |                         |  |  |  |  |  |  |  |                   |
|                      |                      |  |                       |                         |  |  |  |  |  |  |  |                   |
|                      |                      |  | Vilém III. Akvitánský |                         |  |  |  |  |  |  |  |                   |
|                      |                      |  |                       |                         |  |  |  |  |  |  |  |                   |
|                      | Vilém IV. Akvitánský |  |                       |                         |  |  |  |  |  |  |  |                   |
|                      |                      |  |                       |                         |  |  |  |  |  |  |  |                   |
|                      |                      |  |                       | Adéla Normandská        |  |  |  |  |  |  |  |                   |
|                      |                      |  |                       |                         |  |  |  |  |  |  |  |                   |
|                      | Vilém V. Akvitánský  |  |                       |                         |  |  |  |  |  |  |  |                   |
|                      |                      |  |                       |                         |  |  |  |  |  |  |  |                   |
|                      |                      |  |                       | Theobald I. z Blois     |  |  |  |  |  |  |  |                   |
|                      |                      |  |                       |                         |  |  |  |  |  |  |  |                   |
|                      | Ema z Blois          |  |                       |                         |  |  |  |  |  |  |  |                   |
|                      |                      |  |                       |                         |  |  |  |  |  |  |  |                   |
|                      |                      |  |                       | Luitgarda z Vermandois  |  |  |  |  |  |  |  |                   |
|                      |                      |  |                       |                         |  |  |  |  |  |  |  |                   |
|                      | Anežka z Poitou      |  |                       |                         |  |  |  |  |  |  |  |                   |
|                      |                      |  |                       |                         |  |  |  |  |  |  |  |                   |
|                      |                      |  |                       | Adalbert II. Ivrejský   |  |  |  |  |  |  |  |                   |
|                      |                      |  |                       |                         |  |  |  |  |  |  |  |                   |
|                      | Ota Vilém Burgundský |  |                       |                         |  |  |  |  |  |  |  |                   |
|                      |                      |  |                       |                         |  |  |  |  |  |  |  |                   |
|                      |                      |  |                       | Gerberga z Mâconu       |  |  |  |  |  |  |  |                   |
|                      |                      |  |                       |                         |  |  |  |  |  |  |  |                   |
|                      | Anežka Burgundská    |  |                       |                         |  |  |  |  |  |  |  |                   |
|                      |                      |  |                       |                         |  |  |  |  |  |  |  |                   |
|                      |                      |  |                       | Renaud z Remeše a Roucy |  |  |  |  |  |  |  |                   |
|                      |                      |  |                       |                         |  |  |  |  |  |  |  |                   |
|                      | Ermentrude de Roucy  |  |                       |                         |  |  |  |  |  |  |  |                   |
|                      |                      |  |                       |                         |  |  |  |  |  |  |  |                   |
|                      |                      |  |                       | Albérada Henegavská     |  |  |  |  |  |  |  |                   |
|                      |                      |  |                       |                         |  |  |  |  |  |  |  |                   |